# Jozef Urblík (1996)
Jozef Urblík (* 22. srpna 1996) je slovenský fotbalový záložník, od léta 2016 hráč klubu FC Vysočina Jihlava.
Studoval na sportovním gymnáziu v Nitře. Jeho otcem je bývalý fotbalista Jozef Urblík (* 1970). Jeho oblíbeným fotbalistou je španělský záložník Andrés Iniesta.

## Klubová kariéra
Svou fotbalovou kariéru začal v FC Nitra, kde se přes mládežnické kategorie dostal v roce 2013 do A-týmu. Debut v profesionální kopané (v 1. slovenské lize) absolvoval 23. listopadu 2013 proti FK Dukla Banská Bystrica (výhra 2:0).

V prosinci 2015 byl na operaci a v březnu 2016 začal s tréninkem. V klubu odmítl prodloužit smlouvu, za což byl potrestán přeřazením do rezervního týmu. Trénoval individuálně.
V létě 2016 začal přípravu s českým týmem FC Vysočina Jihlava, doporučil jej trenér Vysočiny Michal Hipp, jenž jej znal z působení v FC Nitra. Do klubu nakonec přestoupil.

## Reprezentační kariéra
Urblík byl členem slovenské mládežnické reprezentace do 17 let.
V říjnu 2017 debutoval pod trenérem Pavlem Hapalem ve slovenské reprezentaci U21.
V lednu 2018 ozřejmil, že pokud nebude v budoucnu povolán do A-týmu Slovenska, nepohrdne nabídkou reprezentovat Maďarsko.